# Habenariinae
De Habenariinae vormen een subtribus van de Orchideae, een tribus van de orchideeënfamilie (Orchidaceae)
De tribus omvat een dertigtal geslachten.
Habenariinae worden gekenmerkt door de aanwezigheid van twee wortelknollen. De bloem heeft een gynostemium met één rechtopstaande helmknop, en de pollinia vormen een zachte, kleverige massa, in verschillende zakjes verdeeld.
Habenariinae komen voornamelijk voor in zuidelijk Afrika. Slechts drie geslachten zijn ook in Europa te vinden: Gennaria, Habenaria en Herminium. Enkel dat laatste geslacht heeft een vertegenwoordiger in België en Nederland, de honingorchis (Herminium monorchis).

## Taxonomie
- Geslachten:
  - Androcorys
  - Arnottia
  - Benthamia
  - Bonatea
  - Brachycorythis
  - Centrostigma
  - Cynorkis
  - Deroemeria
  - Diphylax
  - Diplacorchis
  - Diplomeris
  - Dracomonticola
  - Gennaria
  - Habenaria
  - Hemipiliopsis
  - Herminium
  - Kryptostoma
  - Megalorchis
  - Oligophyton
  - Parhabenaria
  - Pecteilis
  - Peristylus
  - Physoceras
  - Platycoryne
  - Podandria
  - Porolabium
  - Renzorchis
  - Roeperocharis
  - Rolfeella
  - Senghasiella
  - Smithorchis'
  - Stenoglottis
  - Thulina
  - Tsaiorchis
  - Tylostigma
  - Veyretella